# Batalla de Moclín (1280)
La batalla de Moclín, también conocida como el desastre de Moclín, fue un combate librado en el municipio granadino de Moclín el 23 de junio de 1280, aunque otros autores señalan que tuvo lugar el 21 de junio, y en el que las tropas castellanas, compuestas principalmente por miembros de la Orden de Santiago y dirigidas por Gonzalo Ruiz Girón, maestre de dicha orden y fallecido en el desastre, fueron derrotadas por las tropas del rey Muhammad II de Granada.

## Antecedentes
Entre febrero y marzo de 1280, Alfonso X de Castilla convocó a los concejos de sus reinos a una reunión en la ciudad de Badajoz, y en dicha asamblea o «ayuntamiento» estuvieron presentes casi todos los miembros de la familia real, a excepción de la reina Violante de Aragón, que se hallaba distanciada del rey, siendo el motivo principal de la asamblea ultimar los preparativos para hacer la guerra al rey de Granada.
Y a causa de ello, Alfonso X ordenó a sus huestes que se reunieran con él en la ciudad de Córdoba, ya que el rey se proponía entrar a talar la Vega de Granada, aunque no pudo participar personalmente en la campaña por padecer en esos momentos una dolencia ocular que le obligó a permanecer en Córdoba.

## La batalla
En junio de 1280 el infante Sancho de Castilla, hijo mayor de Alfonso X, se dirigió a talar la Vega de Granada acompañado, entre otros, por Gonzalo Ruiz Girón, maestre de la Orden de Santiago, a quien el infante Sancho ordenó, mientras él permanecía en Alcalá la Real esperando la llegada de algunos contingentes que debían participar en la operación, que partiese junto con sus mesnadas para proteger a las tropas que reunían víveres para el ejército. Y cuando las huestes santiaguistas regresaban de dicha expedición, fueron atacadas por las tropas musulmanas del rey de Granada, que les habían preparado una emboscada en las cercanías de Moclín.

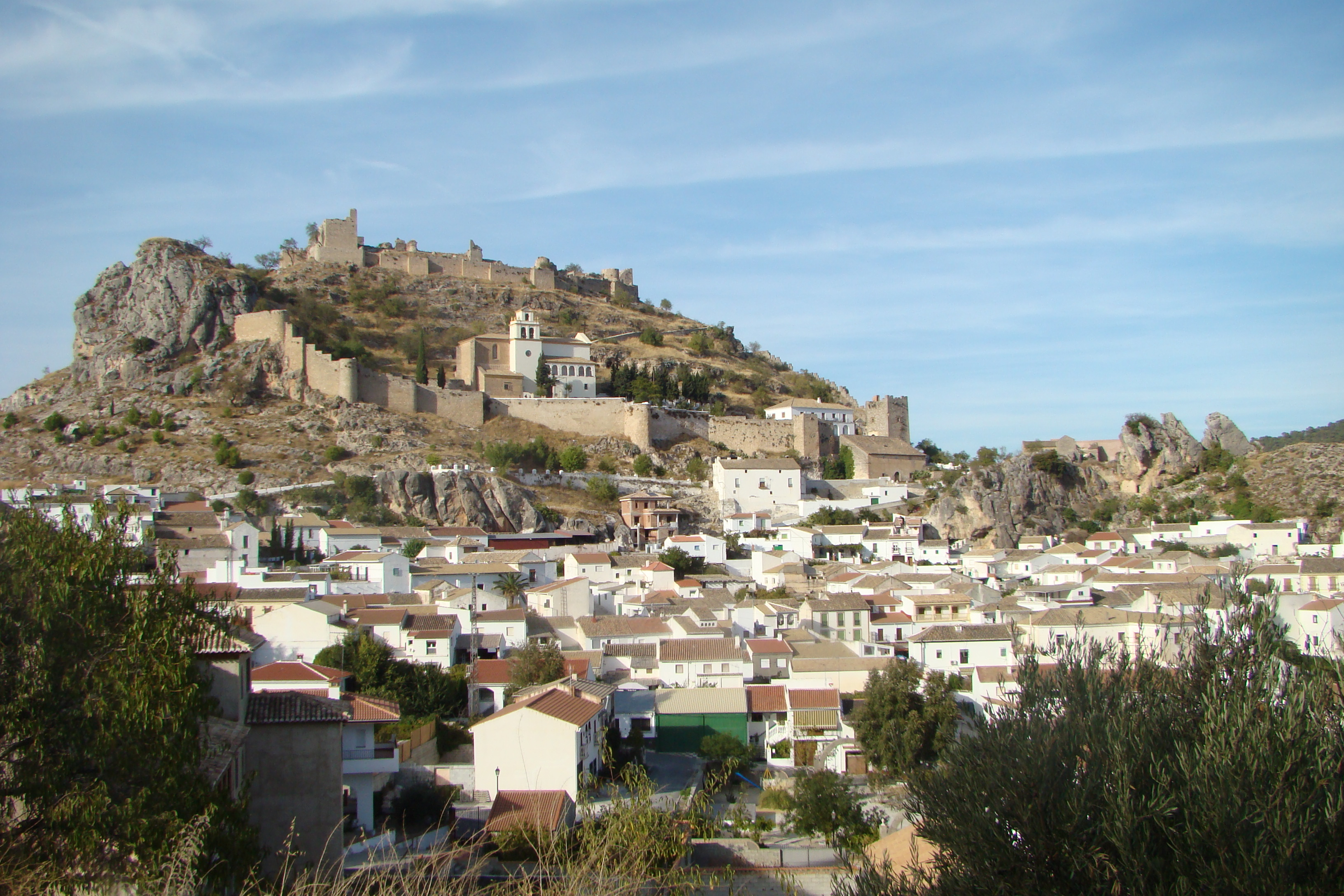
Vista general de Moclín y de su castillo. (Provincia de Granada).

Las fuerzas musulmanas apostadas en Moclín, aparentando huir, atrajeron a las tropas del maestre de Santiago, de Fernán Enríquez y de Gil Gómez de Villalobos, abad de Valladolid, hasta el paraje en el que habían preparado la emboscada. Los cristianos persiguieron a los musulmanes pero éstos, paralizando su retirada y dando media vuelta, les atacaron y los derrotaron, causándoles numerosas bajas.
En el desastre de Moclín, ocurrido el 23 de junio de 1280, perdieron la vida más de 2800 hombres, entre caballeros y peones, siendo la mayoría de los muertos freires o caballeros de la Orden de Santiago. Cuando el infante Sancho tuvo conocimiento del desastre, impidió que las tropas que permanecían a sus órdenes emprendieran la huida, lo que hubiese provocado una masacre general entre sus hombres.
Y una vez reorganizadas las tropas castellanas tras el desastre, el infante Sancho se dirigió a Granada pasando por Moclín para talar su Vega, y una vez concluida la expedición de castigo, el infante regresó a la ciudad de Córdoba pasando por Jaén, pues hay constancia de que el 7 de agosto se hallaba en dicha ciudad, ya que ese día prometió desde allí a la Orden de Calatrava que cuando fuese rey le entregaría la Villa Real con todos sus derechos.

## Consecuencias
Gonzalo Ruiz Girón, maestre de la Orden de Santiago, falleció varios días después del desastre a consecuencia de las heridas que recibió allí, y fue sepultado en el municipio jienense de Alcaudete, según manifestó el historiador Miguel Lafuente Alcántara en su Historia de Granada, comprendiendo la de sus cuatro provincias.
Y para evitar que la Orden de Santiago desapareciera por causa de este desastre, Alfonso X integró en ella a los miembros de la Orden de Santa María de España, que él había fundado anteriormente, y nombró al maestre de esta última, Pedro Núñez, maestre de la Orden de Santiago. Y el 24 de abril de 1281, Pedro Núñez ya aparecía ostentando el título de maestre de Santiago en el privilegio rodado por el que Alfonso X cedía a dicha orden y a su maestre el castillo y la villa de Cieza.
La villa y el castillo de Moclín permanecerían en poder del Reino de Granada hasta su conquista por los Reyes Católicos en 1486.